# 램지 문제
램지 문제(Ramsey problem) 또는 램지 가격 책정(Ramsey pricing)은 사회 복지(생산자와 소비자 잉여의 합계)를 극대화하기 위해 공공 독점이 판매하는 다양한 제품에 대해 얼마의 가격을 부과해야 하는지에 관한 차선책의 정책 문제이다. 고정 비용을 충당할 만큼 충분한 수익을 얻는다.
램지 가격 책정 하에서 한계 비용에 대한 가격 인상은 수요의 가격 탄력성과 반대이다. 즉, 제품 수요가 탄력적일수록 인상은 더 작아진다. 프랭크 램지는 1927년을 최적 과세의 맥락에서 발견했다. 수요가 탄력적일수록 최적 세금은 더 작아진다. 이 규칙은 나중에 마르셀 보이트(1956)에 의해 자연 독점(평균 비용이 감소하는 산업)에 적용되었다. 자연 독점은 가격을 한계 비용과 동일하게 설정하면 마이너스 이익을 얻는다. 따라서 정부 보조금 없이 실행 가능하려면 판매하는 제품의 일부 또는 전부에 대한 가격을 한계 비용 이상으로 설정해야 한다. 램지 가격 책정은 탄력성이 가장 낮은(즉, 가격에 가장 덜 민감한) 수요로 대부분의 상품을 표시한다고 말한다.

## 같이 보기
- 아모로소-로빈슨 방정식